# Paczewo
Paczewo (dodatkowa nazwa w j. kaszub. Paczewò) – wieś kaszubska w Polsce położona w województwie pomorskim, w powiecie kartuskim, w gminie Sierakowice na skraju Kaszubskiego Parku Krajobrazowego. Wieś jest siedzibą sołectwa Paczewo w którego skład wchodzi również miejscowość Kokwino. W kierunku wschodnim od Paczewa w kompleksie Lasów Mirachowskich znajduje się rezerwat przyrody Jezioro Turzycowe.
W latach 1975–1998 miejscowość administracyjnie należała do województwa gdańskiego.
Podczas zaboru pruskiego wieś nosiła nazwę niemiecką Patschewo. Podczas okupacji niemieckiej nazwa Patschewo w 1942 została przez nazistowskich propagandystów niemieckich (w ramach szerokiej akcji odkaszubiania i odpolszczania nazw niemieckiego lebensraumu) zweryfikowana jako zbyt kaszubska i przemianowana na nowo wymyśloną i bardziej niemiecką – Patschau.

Z Paczewem wiąże się wiele niesamowitych osobistości, natomiast na uwagę zasługuje Adriana Złoch, wieloletnia promotorka wsi wśród młodych osób